# Ambrus Zoltán (zenész, 1966–2019)
Ambrus Zoltán (Budapest, 1966. május 19. – Budapest, 2019. július 7.) magyar zenész, gitáros, előadóművész.

## Életpályája
A budapesti János Kórházban született, szülei egyedüli gyermekeként. Édesapja fiatalon versenytáncolt, majd repülőgép-mechanikusként dolgozott a tököli repülőtéren, édesanyja kartográfus volt. Ő maga az általános iskola elvégzése után, a középiskolában műszerészi tanulmányokat folytatott. Első gitárját Csehszlovákiában vette, s nem sokkal később barátaival megalapították első együttesüket.
Először a Primula zenekarban játszott, majd a katonaság előtt a Légióban, később pedig egy időre az Árkádok tagja lett. Az Irigy Hónaljmirigy 1990-es megalakulásától fogva mintegy másfél évtizeden keresztül a csapat állandó tagja volt, paródiákat írt és a zenekar fellépéseit szervezte. Androgün testalkata, arckifejezésének viszonylag lágy vonásai miatt különösen jól parodizált női előadókat, közszereplőket.
2005. december 27-én egy jeges útszakaszon autóbalesetet szenvedett, koponyatöréssel vitték kórházba, felépülése hosszú ideig tartott. Mivel agyi beszéd- és mozgásközpontja is megsérült, igen sok mindent újra kellett tanulnia. Feleségétől 18 év után elvált, két gyermek édesapjaként. Az Irigy Hónaljmirigyből kivált, 2012-ben az Alcohol együttes gitárosa lett. Saját formációja a Helló, Mister!
Hosszan tartó súlyos betegsége után 53 éves korában 2019. július 7-én hunyt el egy fővárosi kórházban.